# 大竹宏
大竹 宏（おおたけ ひろし、1932年3月14日 - 2022年8月1日）は、日本の俳優、声優。最終所属は81プロデュース。神奈川県川崎市出身、東京府東京市神田区（現：東京都千代田区北東部神田）育ち。

## 経歴

### 生い立ち
小学時代に東京府東京市神田区（現：東京都千代田区北東部神田）に一家そろって移住。以来、ここで育ったため、「俺は江戸っ子」だと自認していた。
明治大学付属明治高等学校時代は生来から手先が器用であり、絵画の才能も抜群であり、中学高校時代は美術部に所属していた。人前で落語をしたり、喋ることも好きであり、高校時代には演劇部にも所属して部長を務めた。高校2年から3年生まで演劇部の部室に入り浸り、勉強はほとんどしていなかったが、美術も得意だった。体育祭の入場門も手作りしており、自作、自演、自演出、舞台装置まで手掛けて公演していた記録を持っている。1951年、同高校卒業後、東京都台東区浅草の装飾専門店に就職。アルバイトをしながら専門学校へ通って商業美術の世界を目指していた。

### キャリア
数か月後、演劇への情熱やみ難しく役者の道へと進む。児童劇団・合唱団ちどり會を経て内田研吉の劇団ちどりに入る。当時は内田が、メガネの奥の目を光らせて、「ずっと演劇の道を歩みたいんなら、のめり込めよ」と言っていた。この頃より友人の紹介で児童劇団ちどりの公演を手伝うようなったという。劇団では、前述の経験が役に立って、内田から舞台監督に任命されていた。当初は大道具係であったが、内田に才能を認められて内田のアシスタントやカバン持ちを務め、内田が出演していたNHKに出入りするようになり、大竹が二十歳の頃にはNHKのラジオドラマに出演するようになった。その頃、装飾専門店務めを辞めた。内田没後の1952年（昭和27年）頃には劇団ちどりを主宰した。1955年（昭和30年）からはこけし座に移り、舞台俳優を務めるとともに子供の演技指導も行っている。
テレビでは草創期から活動。初めて放送に出演したのは1953年（昭和28年）のNHKの公開ラジオ番組『犯人は誰だ』の「金太郎物語」のクマ役となる。NHKテレビの人形劇『アシンと十三人の盗賊』（1955年）や『ガンツ君』（1956年）において声優を務め、これらの演技が評価されて1956年（昭和31年）に人形劇『チロリン村とくるみの木』の声優の一員に選ばれた。同作ではタコチュー役を8年間に亘って務めた。1966年（昭和41年）からはフジテレビの子供向け番組『ママとあそぼう!ピンポンパン』に声優として出演、放送開始2年後にマスコットキャラクターを登場させることになり、河童のカータンの着ぐるみが作成された。歌って踊れて絵がうまく、また子供と遊ぶのが好きなことから大竹に白羽の矢が立ち、カータンの声だけでなく着ぐるみの操演も担当した。その時はプロデューサーが「お前が入れ」と言い出し、その頃、着ぐるみの操演を担当する人物は、体育学校の人物などダンサーのアルバイトのような感じだったことから、一度は断っていた。しかし「セリフがしゃべれる、歌が歌える、踊りがおどれる、絵も描けるだろ」とおだてられ、ギャラにもつけられたという。『ママとあそぼう!ピンポンパン』には16年間に亘って出演した。しかし当初は着ぐるみの操演を担当した時に「ああ、これはいけないもんに入っちゃった」と思い、汗でずぶずぶになり、息苦しく、「明日辞めよう明日辞めよう」と思いつづけて十何年という感じだったという。声優の世界に戻れば、周囲もたててくれたが、着ぐるみの操演を担当していた時は、裏方と同じように見られてしまうようなところがあり、そういうジレンマをいつもかかえていたといい、思いすごしだったかもしれないという。それで、本当に「辞めよう」と思ったこともあったが、その時に、『ママとあそぼう!ピンポンパン』のプロデューサーだった横澤彪から「9年でやめたら、他人は評価しないよ。10年やったといえば重みが違うよ」と言ってくれて、思い止まったりしていた。結局、ある時に、プロデューサーが代わったのを機会に、また「辞めたい」と伝えていたところ、あっさり「いいですよ」と言われてしまい、「ほんとうに辞めてやる」と心を決めたという。その人物も冷たかったわけではなく、『ママとあそぼう!ピンポンパン』の放送終了が、その時すでにわかっていたようだったという。
『ママとあそぼう!ピンポンパン』の毎日のレギュラーを務めるかたわら、数多くのアニメ作品にも出演しており、アニメでのデビューは1963年、『狼少年ケン』のブラック役となる。
劇団東少、東京俳優生活協同組合、青二プロダクション（創立メンバー）、オフィス薫、ぷろだくしょん★A組に所属していた。また、晩年には後進の育成にも力を注ぎ銀プロダクション養成所、CHK声優センターなどで講師も務めている。

### 一時休業・復帰
1991年1月、一時休業のために『キテレツ大百科』のブタゴリラ役と『魔法使いサリー』の花村利夫役を途中降板した。後任にブタゴリラ役は龍田直樹、花村利夫役は石森達幸に引き継がれた。当時、大竹は個人的な事情により活動を中断しており、その期間中は朗読やワンマンショーなどの舞台活動に専念していた。その後、1995年に『超力戦隊オーレンジャー』のバラクローズ役で声優活動を再開している。

### 晩年・死去
2015年1月から、81プロデュースに所属している。同年に、東京アニメアワード2015功労部門（第11回）、第9回声優アワードにおいて多年に亘る貢献を表彰する「功労賞」を白石冬美と伴に受賞した。
晩年は持病はなく元気な様子だったが、2022年8月1日、急性心不全のため東京都で死去した。90歳没。

## 人物
声種は「明るく賑やかな特異なテノール」。
三枚目的な役柄を得意としており、ガキ大将的なキャラクターを演じている。また感情豊かな動物役でも知られており、「動物をやらせるなら大竹宏」、「動物をやらせたら彼の右に出る者はいない」との定評を得ていた。動物役を演じることを少しも嫌がっておらず、ノミ、ゴキブリ役であろうとも、常に真剣に取り組み、自分のものにしていた。しかし時には不快な思いもすることもあり、犬、猫の「鳴き声だけをやってくれ」と言われた時などであった。これまで怪獣からゴキブリまで数多く演じていたが、決して動物の声のモノマネ屋ではないことから「ドラマに登場してくる動物のキャラクターを演じる心は十分に持ち合わせているが、効果音として動物の声を出せといわれても、それに応じることはできない」と言っていた。動物役では、持ち前のカン高い声を使っていたが、人間役では野太い声を出して演技をしていた。
『マジンガーZ』で演じたボスの登場時のセリフ「ジャンジャジャーン！」は大竹のアドリブとされる。大竹は以後のロボットアニメでボスに似たキャラが登場したことについては、「ほとんどが類似品で、自分の演じたボスがより適役だったと自負しています。愛着を持って演じていましたから……」と語っている。
『Dr.スランプ アラレちゃん』でニコチャン大王を演じる際、愛知県出身である杉山佳寿子から名古屋弁の指導を受けてアフレコに臨んだ。
「スーパーロボット大戦シリーズ」における収録の際、大竹は自分の持ち役である『マジンガーZ』のボスの台詞を見て、「台詞がボスくさくない」という理由から、骨子はそのままに自分でワープロで打ちなおして持参した。その後、スタッフ側から増やした台詞の修正を依頼され、「ここまでしてくれる方は他にはいない」と絶賛された。
第9回声優アワードで功労賞を受賞した際には、100歳まで現役生活を送ることを宣言していたが、果たせなかった。
趣味・特技はスポーツ全般、イラスト、指笛、ハーモニカ。

## 後任
大竹の死後、持ち役を引き継いだ人物は以下の通り。
| 後任     | 役名               | 概要作品                       | 後任の初担当作品               |
| -------- | ------------------ | ------------------------------ | ------------------------------ |
| 間宮康弘 | サトシのオコリザル | 「ポケットモンスターシリーズ」 | 『ポケットモンスター（2019）』 |

## 出演
太字はメインキャラクター。

### テレビアニメ
1963年
- 狼少年ケン（1963年 - 1965年、ブラック）

1965年
- 宇宙パトロールホッパ（フック）
- オバケのQ太郎（TBS版）（小池さん）
- ハッスルパンチ（ブラック）

1966年
- おそ松くん（ダヨーン〈2代目〉）

1967年
- かみなり坊やピッカリ・ビー（飼い犬ハギシリ、密林の王者ジーザン、屑屋）
- 悟空の大冒険
- パーマン（TBS版）（ブービー（パーマン2号））
- ピュンピュン丸（1967年 - 1970年、たぬき、モンナシーノ、マネージャー、フーマン、大福アンコの守、ニコニコ忍者、ロパン、お天気奉行、雲隠れうる才蔵 他）
- マッハGoGoGo（三平）
- 魔法使いサリー（1967年 - 1968年、人夫A、校長）

1968年
- 怪物くん（TBS版）（ドラキュラ）
- ゲゲゲの鬼太郎（第1作）
- サイボーグ009（1968年版）（004）
- ファイトだ!!ピュー太（ねずみのトン公・カン助、ゲリラのサンチョ）

1969年
- ウメ星デンカ（ベニショーガ）
- 巨人の星
- 紅三四郎（ボケ）
- サザエさん（カツオの担任〈初代〉 他）
- ひみつのアッコちゃん（第1作）（1969年 - 1970年、大将、大助）
- もーれつア太郎（1969年 - 1970年、ニャロメ 他）

1970年
- いなかっぺ大将
- 魔法のマコちゃん（番長）

1971年
- アパッチ野球軍（モンキー）
- カバトット
- ゲゲゲの鬼太郎（第2作）（1971年 - 1972年）
- さるとびエッちゃん（1971年 - 1972年）
- 珍豪ムチャ兵衛
- 天才バカボン（1971年 - 1972年）
- ふしぎなメルモ

1972年
- 海のトリトン（イル）
- かいけつタマゴン（ナレーター）
- ど根性ガエル（1972年 - 1973年）
- マジンガーZ（1972年 - 1974年、ボス、せわし博士 他）

1973年
- 空手バカ一代（1973年 - 1974年）
- けろっこデメタン（イボ吉）
- ジャングル黒べえ（先生）
- デビルマン（ミニヨン）
- ドラえもん（日本テレビ版）
- バビル2世
- ミクロイドS
- 山ねずみロッキーチャック（ものまね鳥のモッカー、マスクラットのジェリー）
- ワンサくん（ヘラヘラ）

1974年
- グレートマジンガー（1974年 - 1975年、ボス、アルゴス長官）
- ドロロンえん魔くん
- 魔女っ子メグちゃん（1974年 - 1975年、神崎、クロー）

1975年
- イルカと少年（セバスチャン）
- 元祖天才バカボン
- タイムボカン（アレキサンダー大王）

1976年
- UFOロボ グレンダイザー（ボス）
- マシンハヤブサ（陸奥悟郎）

1977年
- アローエンブレム グランプリの鷹（ペレ・サンドロ、ジム・ランツ）
- ジェッターマルス（スカンク、老人）
- ドカベン（1977年 - 1979年、雲竜）
- 惑星ロボ ダンガードA（1977年 - 1978年、伴太、田貫教授、太郎）

1978年
- 家なき子（アンクレール医師）
- 宇宙海賊キャプテンハーロック（1978年 - 1979年、ヤッタラン）
- 女王陛下のプティアンジェ（マック）
- 宝島
- 魔女っ子チックル（小森冬吉、山谷ドン太）
- ルパン三世 (TV第2シリーズ)

1979年
- 宇宙空母ブルーノア（河内山健太、島貫文蔵）
- 銀河鉄道999（ブライヤー）
- サイボーグ009（1979年版）（1979年 - 1980年、僧、カール、グレタ博士、カッセル博士、サハール、副支配人、ヒースロー、ガモ博士〈初代〉、キラードス）
- ザ☆ウルトラマン（バビラー星人）
- シートン動物記 りすのバナー（大人）

1980年
- がんばれ元気（永野会長〈永野英吉〉）
- ずっこけナイトドンデラマンチャ（カセットリ、カポネンの子分）
- 花の子ルンルン
- 魔法少女ララベル

1981年
- 怪物くん（テレビ朝日カラー版）（ミスタードール、蚊男、ベム〈初代〉）
- カバ園長の動物園日記（石沢猛）
- Dr.スランプ アラレちゃん（1981年 - 1986年、ニコチャン大王、馬鹿博士、コピーくん、ウシ、摘鶴天、老ウンチ、店主、パン 他）
- ぼくらマンガ家 トキワ荘物語（編集員）
- まいっちんぐマチコ先生（1981年 - 1983年、校長先生、ラーメン屋の主人）

1982年
- おはよう!スパンク
- おちゃめ神物語コロコロポロン（アズマ虫、失恋の女神）
- 科学救助隊テクノボイジャー（チェン先生、責任者）
- 機甲艦隊ダイラガーXV（長門カズト）
- スペースコブラ
- 手塚治虫のドン・ドラキュラ（校長先生）
- The・かぼちゃワイン（1982年 - 1984年、赤井モン太、ニタロウ）
- 少年宮本武蔵 わんぱく二刀流（キキ）
- Dr.スランプアラレちゃん ペンギン村英雄伝説（ニコチャン大王）
- わが青春のアルカディア 無限軌道SSX（トリさん）
- パタリロ!（パタモドキ館長、ニャンコ 他）

1983年
- パーマン（テレビ朝日版）（パーマン2号 / ブービー 他）
- ベムベムハンターこてんぐテン丸（がんばり入道）
- ストップ!! ひばりくん!（ジャンケン強盗）
- まんが日本史

1984年
- キン肉マン（中野さん〈代役〉）
- キン肉マン 決戦!!7人の超人VS宇宙野武士（中野さん）
- Gu-Guガンモ（大富士、老人）
- ふしぎなコアラブリンキー（コアラの長老、長老）
- 夢戦士ウイングマン（1984年 - 1985年、ドクターアンバランス）

1985年
- ゲゲゲの鬼太郎（第3作）（1985年 - 1988年、かまいたち、水虎、おりたたみ入道、毛羽毛現、福の神、タケシ、海座頭、吸血鬼ピー、百目、うんがい鏡、村長、金林、夜行さん、獅子頭、メチャ、大入道、地獄武者）
- コンポラキッド（トリオ）
- 星銃士ビスマルク
- はーいステップジュン（佐藤六助）
- 夢の星のボタンノーズ（侍従長）

1986年
- あんみつ姫（老人、大蛇）
- ウルトラマンキッズのことわざ物語（バル）
- 剛Q超児イッキマン（養子田監督）
- ドラゴンボール（プテラノドン、兎人参化、委員長、店の主人、ニコチャン大王、スケさん、村長）
- ハイスクール!奇面組（1986年 - 1987年、ラーメン店主人、商店街の会長、ムーンバーガー店主）
- ボスコアドベンチャー（コウモリ）
- めぞん一刻（早乙女）

1987年
- エスパー魔美（良秀）
- キテレツ大百科（1987年 - 1991年、熊田薫〈ブタゴリラ〉〈初代〉、ベン〈初代〉、乙姫〈初代〉、おじいさん） - 2シリーズ
- 新メイプルタウン物語 パームタウン編（バーテン、ディケンズ）
- ついでにとんちんかん（1987年 - 1988年、署長、ギョーザマン、宇宙人〈隊長〉）
- ビックリマン（1987年 - 1989年、悪魔爺、聖神、ブラックゼウス）

1988年
- 美味しんぼ（1988年 - 1989年、中年の警官、老人）
- 闘将!!拉麵男（蛇九、宝財、ボス）

1989年
- 悪魔くん（1989年 - 1990年、ルキフェル、タコス）
- かりあげクン（大家、大竹係長、支社長）
- 魔法使いサリー（1989年 - 1990年、よし子の父）

1990年
- ジャングル大帝（新）（ゲイニー）
- ドラゴンクエスト（ザナック）

1997年
- ポケットモンスター（1997年 - 1999年、オコリザル、老人、ミドリカワ）
- 夢のクレヨン王国（ドラゴンキング、大ダルマ、長老）

1998年
- EAT-MAN'98（部長）
- DTエイトロン（老兵）
- ひみつのアッコちゃん（大工の名人、サンタクロース）
- Bビーダマン爆外伝（プロフェッサーボン）

1999年
- イソップワールド（イカロス、アライグマ）
- 神風怪盗ジャンヌ（水無月大和の祖父）
- キョロちゃん（1999年 - 2001年、マクモー、長老雪だるま）
- 金田一少年の事件簿（藤堂壮介）
- トラブルチョコレート（老師〈マスター〉）

2000年
- 手塚治虫が消えた!? 20世紀最後の怪事件（ロビタ、ハムエッグ）

2001年
- ガイスターズ FRACTIONS OF THE EARTH（カリカル・シャマレル）
- Cosmic Baton Girl コメットさん☆（ヒゲノシタ）

2002年
- ジャスティス・リーグ（モーフィール）
- ぷちぷり*ユーシィ（ニャーゴ1世）

2003年
- 明日のナージャ（八百屋）
- アストロボーイ・鉄腕アトム（クッキー）
- 京極夏彦 巷説百物語（鳶屋）
- SPACE PIRATE CAPTAIN HERLOCK（首相）
- 天使な小生意気（カッパ）
- まぶらほ（治療師）
- ワンダーベビルくん（キラー）

2004年
- コロッケ!（ガンエン）
- サムライチャンプルー（店主）
- 超ぽじてぃぶ! ファイターズ（じぃ、鯉魔人、婆や、巨漢）

2005年
- ぱにぽにだっしゅ!（ジジイ）
- まじめにふまじめ かいけつゾロリ（グラモ）
- 雪の女王（長老）

2006年
- 新星輝デュエル・マスターズ フラッシュ（九守元司郎）
- 内閣権力犯罪強制取締官 財前丈太郎（鈴木恵一）

2007年
- さぁイコー! たまごっち（ミミズ校長、ごっち大王）
- それいけ!アンパンマン（しぶがきじいさん〈2代目〉）
- DEATH NOTE（ロジャー・ラヴィー）

2008年
- ウルトラヴァイオレット コード044（トナカイ）
- S・A〜スペシャル・エー〜（牛窪桜の父）

2009年
- 源氏物語千年紀 Genji（右大臣）

2010年
- たまごっち!（2010年 - 2014年、ミミズ校長） - 2シリーズ

2012年
- HUNTER×HUNTER（第2作）（ゼノ＝ゾルディック）

2013年
- ポケットモンスター ベストウイッシュ シーズン2 エピソードN（オコリザル）

2015年
- ジュエルペット マジカルチェンジ（ジョージ・カガミ監督）
- 美男高校地球防衛部LOVE!（ヒレアシ）
- 乱歩奇譚 Game of Laplace（ヒトミ）

2016年
- フューチャーカード バディファイトDDD（黒猫）

### 劇場アニメ
1966年
- サイボーグ009（004）
- ジャングル大帝

1967年
- サイボーグ009 怪獣戦争（004）
- 少年ジャックと魔法使い（キツネ）

1969年
- 空飛ぶゆうれい船（警官）
- 長靴をはいた猫

1970年
- ちびっ子レミと名犬カピ（ネコ）
- チュウチュウバンバン（ドラゴロウ）

1971年
- アリババと40匹の盗賊

1973年
- マジンガーZ対デビルマン（ボス）

1974年
- マジンガーZ対暗黒大将軍（ボス）

1975年
- 宇宙円盤大戦争（牧野幸造）
- グレートマジンガー対ゲッターロボ（ボス）

1976年
- グレンダイザー ゲッターロボG グレートマジンガー 決戦! 大海獣（ボス）

1977年
- 惑星ロボ ダンガードA対昆虫ロボット軍団（伴太）

1978年
- 宇宙海賊キャプテンハーロック アルカディア号の謎（ヤッタラン副長）
- 惑星ロボ ダンガードA 宇宙大海戦（伴太）

1979年
- 海のトリトン 劇場版（イル）

1980年
- 火の鳥2772 愛のコスモゾーン（クラック）

1981年
- シリウスの伝説（マブゼの子分B）
- Dr.スランプ アラレちゃん ハロー!不思議島（ニコチャン大王）

1982年
- Dr.SLUMP ほよよ! 宇宙大冒険（ニコチャン大王）
- わが青春のアルカディア（トリさん）

1983年
- Dr.スランプ アラレちゃん ほよよ!世界一周大レース（ニコチャン大王）
- 忍者ハットリくん ニンニン忍法絵日記の巻（おまわりさん）

1983年
- パーマン バードマンがやって来た!!（パーマン2号 / ブービー）
- パタリロ! スターダスト計画
- まんがイソップ物語（チューチュー）

1984年
- The・かぼちゃワイン ニタの愛情物語（赤井モン太）
- Dr.スランプ アラレちゃん ほよよ!ナナバ城の秘宝（ニコチャン大王）
- 忍者ハットリくん+パーマン 超能力ウォーズ（ブービー）

1985年
- Dr.スランプ アラレちゃん ほよよ!夢の都メカポリス
- 忍者ハットリくん+パーマン 忍者怪獣ジッポウVSミラクル卵（ブービー）

1986年
- ゲゲゲの鬼太郎 激突!!異次元妖怪の大反乱（夜行さん）
- ゲゲゲの鬼太郎 最強妖怪軍団!日本上陸!!（ダルマ）
- ゲゲゲの鬼太郎 妖怪大戦争（狼男）
- 北斗の拳（ジャッカル）
- はだしのゲン2（警官）

1986年
- プロゴルファー猿 スーパーGOLFワールドへの挑戦!!（ピエロ）

1988年
- AKIRA（根津）
- ビックリマン 第一次聖魔大戦（聖神ナディア）
- めぞん一刻 完結篇（早乙女）

1989年
- ウルトラマンUSA（サムソン）
- 迷宮物語
- NEMO/ニモ（ウンパ）

1990年
- おじさん改造講座（蛭田部長）

2003年
- Pa-Pa-Pa ザ★ムービー パーマン（ブービー）

2004年
- Pa-Pa-Pa ザ★ムービー パーマン タコDEポン!アシHAポン!（ブービー）

2006年
- 劇場版ポケットモンスター アドバンスジェネレーション ポケモンレンジャーと蒼海の王子 マナフィ（ガブ）

2007年
- えいがでとーじょー! たまごっち ドキドキ! うちゅーのまいごっち!?（ミミズ校長）
- Dr.マシリト アバレちゃん（ニコチャン大王）

2015年
- リトル ウィッチ アカデミア 魔法仕掛けのパレード（市長）

2016年
- かっちけねぇ!（和尚〈じいちゃん〉）

### OVA
- GREED（1985年、ヴァイイ）
- ホワッツマイケル（1985年、マイケル）
- 活劇少女探偵団（1986年、理事長）
- 破邪大星ダンガイオー（1987年、猛将ゴウティラ）
- LILY-C.A.T.（1987年、デューラ・デルカッセ）
- 青の6号（1998年、門波博士）
- 銀河英雄伝説外伝 朝の夢、夜の歌（1998年、憲兵副総監）
- ブラック・ジャック FINAL（2011年、キム参謀長）

### Webアニメ
- シルバニアファミリー ミニストーリー（2016年、ショコラウサギのおじいさん）

### ゲーム
1989年
- 天外魔境 ZIRIA（南蛮屋、オズノ）

1996年
- 新スーパーロボット大戦（ボス）

1997年
- スーパーロボット大戦F（ボス）

1998年
- スーパーロボット大戦F 完結編（ボス）

1999年
- スーパーロボット大戦コンプリートボックス（ボス、山賊）

2000年
- スーパーロボット大戦α（ボス）

2001年
- スーパーロボット大戦α for Dreamcast（ボス）

2002年
- スーパーロボット大戦IMPACT（ボス）
- スター・ウォーズ ジェダイ・スターファイター（ドゥークー伯爵）

2003年
- ゲゲゲの鬼太郎 異聞妖怪奇譚
- ゲゲゲの鬼太郎 逆襲!妖魔大血戦
- 第2次スーパーロボット大戦α（ボス、アルゴス長官）

2004年
- スーパーロボット大戦MX（ボス）

2005年
- クラッシュ・バンディクー がっちゃんこワールド（ボン・クラッチ）
- スーパーロボット大戦MX ポータブル（ボス）
- 第3次スーパーロボット大戦α 終焉の銀河へ（ボス）

2006年
- 天外魔境 ZIRIA〜遥かなるジパング〜（小角）

2008年
- スーパーロボット大戦A PORTABLE（ボス）
- スーパーロボット大戦Z（ボス）

2009年
- スーパーロボット大戦NEO（ボス）

2010年
- ドラゴンボールDS2 突撃!レッドリボン軍（ニコちゃん大王、透明人間スケさん）

2012年
- アスラズ ラース（黄金の蜘蛛）

2021年
- 共闘ことばRPG コトダマン（ゼノ＝ゾルディック）

### 吹き替え

#### 映画
- アライバル ファイナル・コンタクト（ギエラク）
- ヴィッキー・チャオのマイ・ドリーム・ガール（チャン）
- クォ・ヴァディス（哲学者キロン）
- 笑撃生放送! ラジオ殺人事件（ビリーの父親〈ボー・ホプキンス〉）
- 森林警備隊 キャシーとこびと（オトウール）
- スター・ウォーズ エピソード5/帝国の逆襲（ザミュエル・レノックス艦長〈ジョン・ディクス〉）※劇場公開版（DVDリミテッドエディション収録）
- スラップ・ショット（ジョー）※ソフト版
- ダーククリスタル（スケクシス族侍従長〈バリー・デネン〉）※VHS版
- ダンケルク（アレクサンドル〈フランソワ・ペリエ〉）※TBS版
- TAXi③（エドモンド・ベルティーノ将軍）※ソフト版
- TAXi④（エドモンド・ベルティーノ将軍）
- チャーリーとチョコレート工場（ジョージおじいちゃん[79]） ※日本テレビ版
- ディレイルド 暴走超特急
- 10日間で男を上手にフル方法（アーノルド〈アートー・マクグレガー〉）
- トランザム7000VS激突パトカー軍団（リトル・イーノス） ※テレビ版
- 博士の異常な愛情（ゴールドバーグ〈ポール・タマリン〉） ※テレビ朝日版（デラックスエディションBlu-ray収録）
- 媚薬
- マッスルモンク（ウー）
- マペットの夢みるハリウッド（クレイジー・ハリー、カフェのピアニスト〈ポール・ウィリアムズ〉）※LD版
- ラビリンス/魔王の迷宮（喋る帽子、火狼、右上のロルフ 他）※フジテレビ版
- 我が道を往く（フィッツギボン牧師）※DVD版

#### ドラマ
- ジム・ヘンソンのストーリーテラー（悪魔たち）
- 奥さまは魔女 #108（カラス）
- 地上最強の美女バイオニック・ジェミー
- レリックハンター - 秘宝を探せ
- 名探偵ポワロ ダベンハイム失そう事件

#### テレビ番組
- 美術館へ行こう〜メトロポリタン美術館のセサミストリート〜（カウント伯爵）※スペシャル版

#### アニメ
- イカボードとトード氏（ウィンキー）
- スター・ウォーズシリーズ
  - イウォーク物語（パプルー）※VHS版
  - スター・ウォーズ ドロイドの大冒険（ソラーグ・デン）※VHS版
- セントラルパークの妖精 スタンリーのゆかいな冒険
- ダンボ（不明）※1983年再公開版、（牧師カラス）※TBS版
- ドラ猫大将（チュウチュウ）※VHS版
- ロビン・フット（オットー）※劇場公開版

#### 人形劇
- 海底大戦争 スティングレイ 恐怖の魚雷（マゴジラ）
- スーパーカー
  - アマゾンの冒険（原始人）※フジテレビ版
  - スーパーカー浮上せず（ビル・ギブソン）※フジテレビ版
  - 北極へ進路をとれ（クライブ・マスリン博士）※フジテレビ版
- フラグルロック（ヘリックス）
- マペット・ショー（クレイジー・ハリー）

### 特撮
- ロボット刑事（1973年、ヒコーマンの声、レイトーマンの声）
- アクマイザー3（1976年、フランゲンの声）
- 超力戦隊オーレンジャー（1995年、バラクローズの声）
- 激走戦隊カーレンジャー（1996年、ガイナモの声）
- 激走戦隊カーレンジャーVSオーレンジャー（1997年、ガイナモの声）
- 星獣戦隊ギンガマン（1998年、ストイジーの声）

### 人形劇
- アシンと13人の盗賊（盗賊の手下）
- ガンツ君（シェルム旦那）
- チロリン村とくるみの木（タコチュー）
- ひげよさらば（オイコミ）

### CD
- ゲゲゲの鬼太郎 テーマ曲集「燃えろ！鬼太郎」、「闇夜に気をつけろ」
- ドラマCDぱにぽにだっしゅ! Vol.1 - Vol.3、セカンドシーズン Vol.2（ジジイ）

### CM
- 赤塚不二夫アニメコレクション 映画・TV スペシャル・OVA 豪華13 本立てなのだ！（ナレーション）
- ショウワノート『ジャポニカ学習帳』（大臣の声）
- 日本マクドナルド『マクドナルドハッピーセット』（レックスの声）

### その他コンテンツ
- ママとあそぼう!ピンポンパン（カータン〈声・着ぐるみの操演〉）
- スーパーマリオブラザーズ マリオの大冒険（マリオの声）
- TVジョッキー 日曜大行進（ブッチャの声）
- 空飛ぶ机（子供番組）
- 朝日ソノラマ ソノシート・仮面ライダー「恐怖のくも男」（立花藤兵衛）
- バカと科学でバ科学なのだ!!（ニャロメ）
- パン・ギャラクティック・ピザ・ポート（オーナー）
- ザッツお台場エンターテイメント!『第5夜・主題歌の38年 ナイナイの歌う新社屋』（カータン〈声・着ぐるみの操演〉）

## 関連書籍
- 『カータンのなみだ - 声優伝・大竹宏』 （山口真一・著、新風舎、1999年） ISBN 4-7974-0846-4